# Lisa Voigt
Elisabeth Voigt (* 9. März 1988) ist eine ehemalige deutsche Biathletin.
Lisa Voigt begann als Schülerin beim PSV Zittau mit dem Skisport. Seit 2001 startet sie für den SSV Altenberg und besuchte dort das Internat und besuchte das Gymnasium. 2005 wechselte sie ans Sportgymnasium in Oberhof und zum WSV Oberhof 05, wo sie seitdem lebt. Seit 2008 ist sie Sportsoldatin der Bundeswehr. Ihre ersten nennenswerte Erfolge feierte sie im Crosslauf-Sommerbiathlon. 2007 gewann sie in Nové Město na Moravě bei einem Sommerbiathlon-IBU-Cup das Sprint- und das Massenstartrennen. 2007 gewann sie bei den deutschen Junioren-Meisterschaften die Titel im Sprint und der Verfolgung und wurde bei den Frauen Vierte im Massenstart. 2007/08 gewann sie die Gesamtwertung im Deutschland-Pokal und gewann dabei einem Sprint und eine Verfolgung in Bayerisch Eisenstein sowie einen Sprint in Obertilliach. Bei den Deutschen Meisterschaften im Biathlon 2008 erreichte Voigt einen vierten Platz im Sprint und belegte den achten Rang in der Gesamtwertung. 2009 nahm sie an den Junioren-Weltmeisterschaften in Canmore und bei der Junioren-Europameisterschaft in Ufa teil. Bei der WM erreichte sie die Ränge 13 im Sprint, neun in der Verfolgung und gewann im Einzel hinter Nicole Wötzel und Anastassija Romanowa die Bronzemedaille. Dritte wurde sie zudem mit Miriam Gössner und Wötzel im Staffelwettbewerb. Bei der EM belegte sie die Ränge 13 im Einzel, fünf im Sprint und zehn im Verfolgungsrennen.
Voigt beendete ihre Karriere im Biathlonleistungssport im Sommer 2010, um in Freiberg Maschinenbau zu studieren.